# Língua finlandesa
O finlandês (suomi, suomen kieli) é um idioma da família das línguas urálicas, à qual também pertence o húngaro, mais especificamente do ramo fino-permiano, ao qual também pertencem o estoniano, o lapônio (sámi) e o carélio.
O finlandês tem a característica de não pertencer ao tronco indo-europeu, de forma oposta à maior parte das línguas europeias. Pertencente ao tronco urálico e ao ramo fino-permiano, assim como o estoniano e o livónio, tem morfologia do tipo aglutinante, e o acento tônico recai sempre sobre a primeira sílaba da palavra. O sistema de declinação conta com um complexo conjunto de quinze casos, a saber:
- caso nominativo, caso do sujeito;
- caso genitivo, caso do adjunto adnominal de posse;
- caso acusativo, caso do objeto direto;
- caso essivo, caso do adjunto adnominal de estado;
- caso partitivo, caso do adjunto adnominal de parte;
- caso translativo, caso do adjunto adverbial de mudança de estado;
- caso inessivo, caso do adjunto adverbial de lugar;
- caso elativo, caso do adjunto adverbial de saída de um lugar;
- caso ilativo, caso do adjunto adverbial de entrada de um lugar;
- caso adessivo, caso do adjunto adverbial de lugar externo;
- caso ablativo, caso do adjunto adverbial de saída de lugar externo;
- caso alativo, caso do adjunto adverbial de entrada em um lugar externo;
- caso abessivo, caso do adjunto adnominal/adverbial de ausência;
- caso comitativo, caso do adjunto adverbial de companhia;
- caso instrutivo, caso do adjunto adverbial de instrumento.

O número – singular ou plural – é determinado pelas diferentes terminações em cada declinação. Não existem gêneros, nem artigos. Como em finlandês a função sintática é determinada pelas declinações (que se distinguem pela terminação de cada palavra, como em latim), a ordem das palavras indica a forma definida ou indefinida. Por exemplo, para se dizer "a flor está sobre a mesa", diz-se, em finlandês: kukka on pöydällä, ao passo que pöydällä on kukka se traduz por "há uma flor sobre a mesa".

## Dialetos

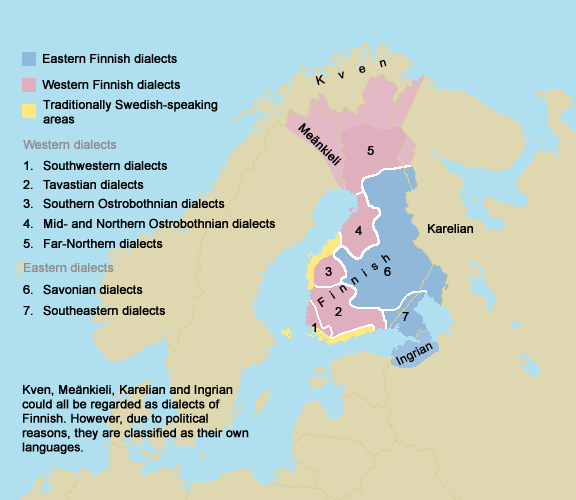
Dialetos da Língua Finlandesa

Os dialetos da língua finlandesa pertencem a dois grupos:
- Dialetos ocidentais (länsimurteet)
- Dialetos orientais (itämurteet)

A língua culta - através da imprensa, rádio e televisão - exerce, lado a lado com a mobilidade geográfica, uma ação uniformizante da língua finlandesa dos nossos dias. A língua carélia, a língua meänkieli e a língua kven, estão muito próximas da língua finlandesa, sendo por isso, por vezes, consideradas dialetos.

## Posse
A posse, em finlandês, é determinada pelo caso genitivo, que assume terminações diferentes de acordo com cada pessoa, não existindo, portanto, pronomes possessivos.

## Verbo
O verbo assume formas ativas e passivas, afirmativas e negativas. Não há tempo futuro. Existem quatro modos "populares" e um quinto, que se encontra em alguns dialetos do estónio, conhecido como "eventivo". Ele ocorre apenas no Kalevala, o poema épico dos finlandeses.
Há quatro formas para o infinitivo, cada uma possuindo um significado e uso específico.

## Sistema de escrita
O idioma finlandês escreve-se com o alfabeto latino, e tem por característica ser fonético, isto é, a cada grafema corresponde um só fonema e vice-versa. As letras podem ser duplicadas, sendo que, neste caso, são pronunciadas de forma mais longa (no caso das vogais e consoantes constritivas), ou com pequena pausa (no caso das consoantes oclusivas). As vogais anteriores, à exceção do "e" e do "i", são indicadas por meio de um trema. O "u" anteriorizado (como o "u" francês), em vez de receber trema, é substituído pelo "y".

## Estrutura fonológica
A estrutura fonológica finlandesa tem grande semelhança com a do japonês, idioma com o qual compartilha algumas palavras comuns com significados totalmente diferentes e que alguns linguistas especulam que tenha um longínquo parentesco (cf. Línguas uralo-altaicas).
As vogais predominam na fala e os encontros consonantais são muito raros. Também é comum a existência de vogais e consoantes duplicadas. Existe o fenômeno da harmonia vocálica, assim como as demais línguas fino-permianas, e oposição entre as vogais "posteriores" (a, o, u) e as vogais "anteriores" (ä, ö, y).

## Alguns exemplos de vocabulário
- tervetuloa - bem-vindo (a)
- näkemiin - até logo
- hyvää ruokahalua - bom apetite!
- hyvää huomenta - bom dia, até 12 horas (meio-dia).
- hyvää päivää - boa tarde, após 12 horas (meio-dia).
- hyvää iltaa - boa noite, ao chegar.
- hyvää yötä - boa noite, ao sair.
- hauska tutustua - muito prazer
- hyvää matkaa - boa viagem
- mitä kuuluu? - como está / estás?
- kiitos hyvää - bem, obrigado (a)
- kiitos - obrigado
- ei kestä - de nada
- olkaa hyvä - por favor
- anteeksi - desculpe/com licença
- ei se mitään - não foi nada
- aurinko paistaa - o sol brilha
- sataa vettä - está chovendo
- on kylmä - faz frio
- on kuuma - faz calor
- ruoka - comida
- juomat - bebidas
- vesi - água
- leipä - pão
- kippis - saúde!
- varo - cuidado
- huomio - atenção
- vaara - perigo
- apua - socorro
- seis - pare
- odottakaa - espere
- hiljaisuus - silêncio
- kielletty - proibido
- Suomi - Finlândia
- suomi - finlandês (idioma)
- suomalainen - finlandês (nacionalidade)
- pusuja - Beijos